# Anoplolepis bothae
Anoplolepis bothae är en myrart som först beskrevs av Auguste-Henri Forel 1907.  Anoplolepis bothae ingår i släktet Anoplolepis och familjen myror. Inga underarter finns listade i Catalogue of Life.